# La Roca (Málaga)
La Roca es un barrio compacto perteneciente al distrito Palma-Palmilla de la ciudad andaluza de Málaga, España. Según la delimitación oficial del ayuntamiento, limita al nase del norte de La Palma y el Monte Coronado; al este, con los barrios de La Rosaleda y Martiricos; y al sur y al oeste con el barrio de Arroyo de los Ángeles. Dentro de la barriada, está el llamado "Parque de La Roca". 

## Transporte
En autobús queda conectado mediante las siguientes líneas de la EMT: 
| Línea | Trayecto                                      | Recorrido | Frecuencia    |
| ----- | --------------------------------------------- | --------- | ------------- |
| 17    | Alameda Principal - La Palma                  | Recorrido | 10 minutos    |
| 7     | Alameda Principal - Miraflores de los Ángeles | Recorrido | 10-11 minutos |